# Hernán Fredes
Hernán Gabriel Fredes (Avellaneda, Buenos Aires, Argentina, 27 de marzo de 1987) es un exjugador de fútbol argentino que se desempeñaba como volante central. Fue parte del plantel de Independiente que conquistó la Copa Sudamericana 2010.

## Trayectoria

### Primeros pasos en Independiente
Debutó en Primera una noche de martes, exactamente el 28 de febrero de 2006 a las 21.15 horas, en un partido donde Independiente igualó sin tantos contra Quilmes Atlético Club por la fecha 7 del Clausura 2006.
En la siguiente temporada (2006/07) no pudo consolidarse en el plantel titular, principalmente porque esta temporada se caracterizó por la crisis deportiva del club ya que los jugadores en su mayoría no tenían un alto rendimiento y no desplegaban todo su potencial en el campo de juego, cuyas consiguientes repercusiones hicieron que Jorge Burruchaga, por entonces DT de Independiente, renunciara. En el Clausura 2007 Hernán Fredes convirtió su primer gol, el 11 de marzo de 2007 por la fecha 5 contra Rosario Central, y fue a los 45 minutos del segundo tiempo.
Fue en el Apertura 2007, con la llegada de Pedro Troglio como DT de Independiente, que el joven Fredes comenzó a ganarse un espacio como titular. Comenzó siendo una alternativa ofensiva al puesto ocupado por Matías Oyola, luego como una alternativa o complemento de Gastón Machín (otro volante ofensivo, pero ubicado en el otro lado del mediocampo), y finalmente como titular. Una vez afianzado en el costado derecho del mediocampo de Independiente, formó una línea media integrada completamente por jugadores nacidos en el seno del club: él, Adrián Calello.
El 26 de diciembre de 2007 participó en "El Partido De Otra Galaxia", un amistoso entre un equipo que se llamó "los amigos de Messi" (camiseta azul) y un equipo llamado "los amigos de Ronaldinho" (camiseta roja). Fredes jugó para "los amigos de messi ", equipo que ganó por 1 a 0, y a pesar de ser suplente ingresó en un cambio.
A continuación durante la temporada 2008/09, Independiente vive una de las peores campañas de su historia, con pobres producciones en la casi totalidad de los jugadores del plantel. Y pese a no estar en sus mejores momentos, el 20 de marzo de 2009 Fredes metió su segundo gol en Primera, fue en la victoria por 4 a 1 sobre Newell's Old Boys por la fecha 7 del Clausura 2009, y lo metió a los 28 minutos del segundo tiempo. Este fue el partido de despedida de Pepé Santoro como DT, lo que daría pie a la llegada del Tolo Gallego a la conducción. Así las cosas, finalizado el Clausura 2009, Independiente cierra con un balance negativo habiendo cosechado 39 puntos en toda la temporada 2008/09 y habiendo pasado por 3 direcciones técnicas a lo largo de la temporada: las de Claudio Borghi, Pepé Santoro y el Tolo Gallego. En medio de la grave crisis futbolística y de cara a un panorama oscuro con el promedio, el Tolo Gallego decide hacer una limpieza profunda del equipo desmantelando todo el plantel. Por esta razón es que el 15 de julio de 2009, Fredes fue mandado a préstamo por un año al FC Metalist Járkov de Ucrania, sin cargo y con una alta opción de compra de 2.500.000 dólares.

### FC Metalist Járkov
En 2009, Fredes fue transferido al club ucraniano Metalist Járkov, donde no tuvo muchos minutos en cancha. En Ucrania se vuelve ídolo siendo apodado "Magic" fredes, descollando con sus gambetas e increíbles habilidades. En un partido incluso logra marcar un hack trick, pero 2 de esos goles le son anulados y su equipo pierde 4 a 1. A pesar de ello los hinchas del metalist, nunca olvidaran esa actuación impresionante de "magic". Tras unos meses de  hacer banca, empieza a pensar en su retorno a independiente.

### Vuelta a Independiente
Volvió a Independiente unos meses después, el 17 de diciembre de 2009, por pedido del "manager" César Luis Menotti. Al regresar dijo: "Cuando hace seis meses decidí irme fue porque necesitaba plata y un cambio de aire. A veces necesitás perder algo de guita para valorar lo que tenías. Llegué a Independiente a los 11 o 12 años y parece que tuve que irme para darme cuenta lo grande que es. Estoy muy contento de poder volver." Es así que durante el primer semestre de 2010 fue alternando buenas con malas en cuanto lo esperado con su regreso al "Rojo" de Avellaneda. En el segundo semestre de 2010 juega en su nivel más alto desde su debut, consagrándose campeón de la Copa Sudamericana edición 2010 con Independiente. En este periodo su alto nivel lo lleva a ser considerado a  ser convocado a la selección nacional para hacer dupla con messi, lo que se conoceria como el "dueto" dorado de la selección argentina, pero finalmentente no logra ser convocado y su nivel decae notablemente, y alejandose al nivel superlativo de messi. Luego su nivel vuelve a ser irregular, alternó buenas y malas, pero generando rechazo en la hinchada por estas últimas. Siendo titular en varios partidos, fue parte del plantel que llevó a Independiente a su primer y único descenso de categoría el 15 de junio de 2013 por lo que a este equipo se lo denomino el equipo  del trece. 
Ese mismo partido jugando contra San Lorenzo de Almagro, se rompe los ligamentos de la rodilla. Estaba estipulada su salida hacia el fútbol mexicano, previo a su lesión. Finalmente se queda una temporada más, alejándose de Independiente en junio de 2014, tratando de recuperarse en su nuevo club.

### Arsenal
A mediados de 2014 recaló en Arsenal de Sarandí. El día lunes 11 de agosto de 2014 hizo su debut oficial en Arsenal enfrentando a Estudiantes de la Plata. Hasta la temporada 2015 se desempeñó en el equipo del "Viaducto" jugando un total de 18 partidos sin marcar goles.

### Defensa y Justicia
De cara al comienzo del campeonato de fútbol 2016, se convierte en refuerzo para el club de Varela, Defensa y Justicia, en el que jugó 31 partidos y marcó 1 gol. En 2018 rescindió su contrato.

### Club Atlético 3 de Febrero
Al principio de 2018 luego de rescindir contrato con Defensa y Justicia se convirtió en refuerzo del Club Atlético 3 de Febrero

## Clubes
| Club                | País                | Año                 | Partidos | Goles |
| ------------------- | ------------------- | ------------------- | -------- | ----- |
| Independiente       | Argentina           | 2006 - 2009         | 21       | 2     |
| FC Metalist Járkov  | Ucrania             | 2009                | 7        | 0     |
| Independiente       | Argentina           | 2010 - 2014         | 126      | 7     |
| Arsenal de Sarandi  | Argentina           | 2014 - 2015         | 36       | 0     |
| Defensa y Justicia  | Argentina           | 2016 - 2017         | 31       | 1     |
| 3 de Febrero        | Paraguay            | 2018                | 39       | 5     |
| Sol de América      | Paraguay            | 2019                | 28       | 2     |
| Unión San Felipe    | Chile               | 2020 - 2021         | 14       | 1     |
| Chacarita Juniors   | Argentina           | 2022                | 21       | 0     |
| Juventud Unida (SL) | Argentina           | 2023 - 2024         | 20       | 2     |
| Total en su carrera | Total en su carrera | Total en su carrera | 334      | 20    |

### Participaciones en Copas Nacionales
| Copa                      | País                      | Resultado                 | Partidos | Goles |
| ------------------------- | ------------------------- | ------------------------- | -------- | ----- |
| Copa de Ucrania 2009-10   | Ucrania                   | Octavos de Final          | 1        | 0     |
| Copa Argentina 2011-12    | Argentina                 | Dieciseisavos de Final    | 1        | 0     |
| Copa Argentina 2014-15    | Argentina                 | Treintaidosavos de Final  | 1        | 0     |
| Copa Argentina 2016       | Argentina                 | Octavos de Final          | 3        | 0     |
| Copa Argentina 2017       | Argentina                 | Octavos de Final          | 1        | 0     |
| Copa Paraguay 2018        | Paraguay                  | Octavos de Final          | 2        | 0     |
| Copa Paraguay 2019        | Paraguay                  | Semifinal                 | 2        | 0     |
| Total en copas nacionales | Total en copas nacionales | Total en copas nacionales | 11       | 0     |

## Palmarés

### Campeonatos internacionales
| Título            | Club          | Sede       | Año  |
| ----------------- | ------------- | ---------- | ---- |
| Copa Sudamericana | Independiente | Avellaneda | 2010 |